# 부포

USS 워싱턴 (BB-56)의 주 및 부포 삽화
주포: 빨강
부포: 파랑

부포는 일반적으로 전함 및 순양함 유형의 전함, 전차/장갑차, 그리고 드물게 다른 시스템을 포함한 군사 시스템에서 주(중) 무기보다 사거리가 짧지만 더 빠르게 발사되는 소형 무기이다.
해군 부무장 시스템의 특성, 배치, 크기 및 목적은 위협이 어뢰정에서 어뢰를 운반하는 구축함으로, 다시 항공기로, 그리고 대함 미사일로 변화함에 따라 극적으로 바뀌었다.

## 해군

### 드레드노트 이전 시대

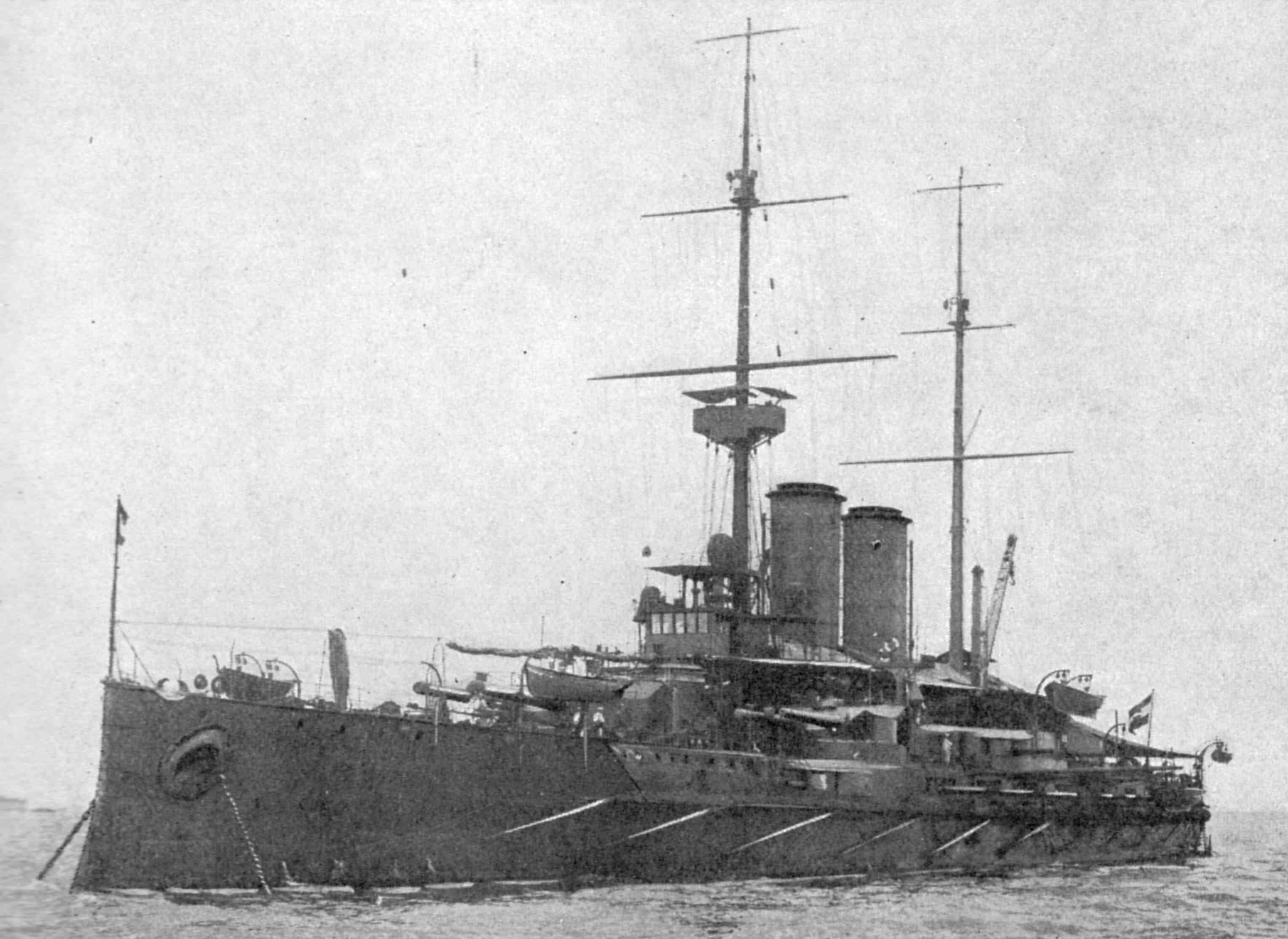
오스트리아-헝가리 전함 SMS 라데츠키

1890년부터 1905년까지의 드레드노트 이전함은 일반적으로 3~4가지 구경의 무기를 장착했다. 주포는 보통 약 12인치 구경이었고, 부포는 보통 6인치였지만 일반적으로 5인치에서 7.5인치 범위였다. 4.7인치보다 작은 총은 일반적으로 "3차 무기"로 간주된다. (많은 드레드노트 이전함은 9.2인치에서 10인치 "부포"도 장착했지만, 보통 혼합 구경 주포로 취급된다.)
부포는 "속사포"였고 분당 5~10발을 발사할 수 있었다. 그들의 파괴력이나 정확성보다는 이 속성으로 인해 군사적 가치를 가졌다. 부포는 거의 보편적으로 "포곽" 또는 포대가 돌출된 긴 장갑벽에 장착되었다.
이러한 무기는 전함 목표물과 어뢰정 및 구축함과 같은 작은 목표물 모두에 발사하도록 설계되었다.
작은 목표물은 물론 6인치 포탄에 취약했으며, 작고 회피하는 목표물을 맞히려면 높은 발사 속도가 필요했다.
이 시대에 부포는 전함에도 교전할 것으로 예상되었다. 전함의 중무장된 구역은 6인치 포격에 취약하지 않았지만, 중무장할 수 없는 넓은 구역이 있었다. 이 경장갑 및 비장갑 구역은 약 3000야드 범위에서 "구멍투성이"가 될 것이다. 이것은 적의 부포를 무력화하고, 경장갑된 함수와 함미에 구멍을 뚫고, 아마도 굴뚝과 관측탑을 무너뜨리고, 함교와 지휘부를 파괴할 것이다. 부포는 전함 전투에서 매우 중요한 요소였다.

### 드레드노트 시대

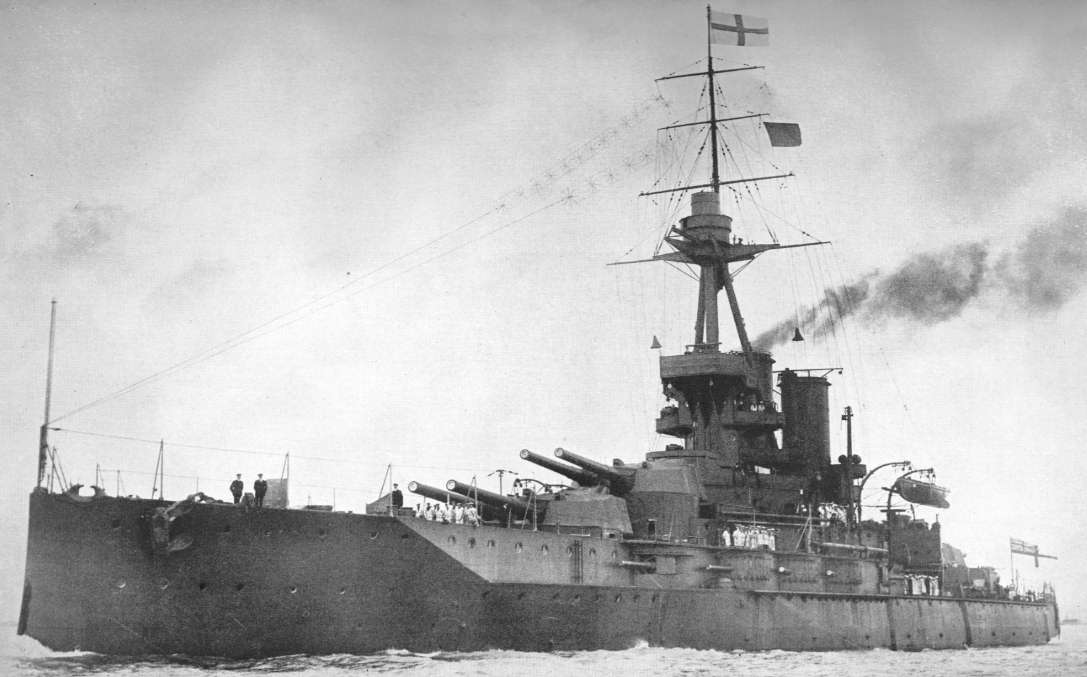
함측면에 포곽에 부포를 장착한

드레드노트는 "대구경 주포" 무장으로 특징지어진다. 대체로 이 시대는 1906년부터 슈퍼 드레드노트 시대, 그리고 제1차 세계 대전이 끝날 때까지 이어진다.
이 기간 동안 부무기 선택에는 약간의 차이가 있었다. 영국은 처음에는 3차 포대로 간주되는 매우 작은 포(3인치 및 4인치)를 장착했다. 이 포들은 종종 장갑 없이 개방된 곳에 장착되거나, 나중에는 포곽 포대로 장착되었다. 나중에 포는 6인치 크기로 커졌다. 다른 해군에서는 6인치 크기가 이 시대 내내 포곽 포대로 일반적으로 장착되었다.
영국 교리는 처음에는 작은 포가 어뢰 방어용으로만 사용된다고 주장했다. 더 큰 부포를 가진 다른 해군들은 그것들이 전함에도 사용되어야 한다고 주장했다. 예를 들어, 북해에서의 전투를 위한 독일 교리는 시야가 좋지 않으면 작은 포가 효과적일 짧은 사거리에서 좋은 기회를 제공한다고 주장했다. 영국은 나중에 이 관점으로 돌아섰지만, 6인치 포대를 장착하는 주된 정당성(아이언 듀크급)은 점점 더 커지는 어뢰정과 구축함과의 전투로 남아있었다.
프랑스는 당통급 전함 6척에 9.4인치 무기를 포탑에 장착한 드레드노트 이전 설계를 고수하다가 마침내 드레드노트로 전환했다.
이 시기를 다루는 해군 역사가들은 부포의 가치에 대해 의견이 일치하지 않는다. 찬성하는 측에서는 사거리를 연막으로 가리고 제독에게 추가적인 지휘, 통제 및 신호 부담을 주는 지원함대가 필요 없이 수상 어뢰정에 대한 보호를 제공한다고 주장했다. 반대하는 측에서는 상당한 배수량(2000톤 이상)을 소비하고, 흘수선 근처의 측면에 구멍이 있어 전복 위험을 증가시키며, 중무장할 수 없으면서도 함선 파괴를 위협하는 탄약고와 연결되어 있었다는 점을 들었다. 또한 주포와 함께 부무기를 작동시키는 데 상당한 어려움이 있었다. 그들 역시 사거리를 연막으로 가리고 목표물을 가려 보이지 않게 했으며, 주포를 불리하게 만드는 부포 사격 범위를 확보하기 위해 기동이 필요할 수 있었다. 전투 경험은 전함은 거의 항상 그들의 함대를 동반했고, 부포는 전함에 대해 비효과적이었지만, 독일 전함 부포는 유틀란트 야간 작전에서 영국 구축함에 대해 매우 효과적이었다는 것을 보여주었다.

### 제2차 세계 대전

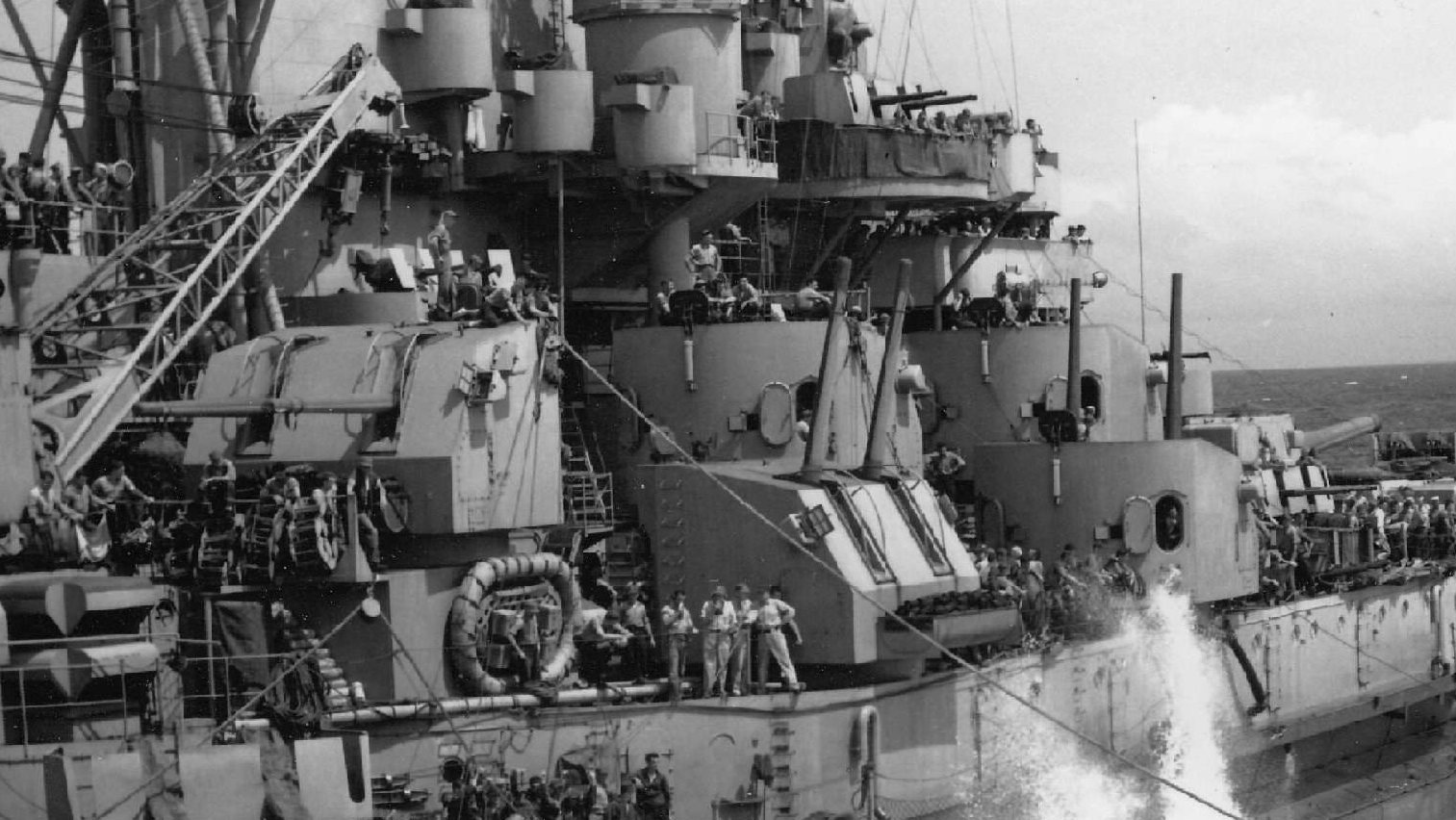
USS 매사추세츠 5인치 (127 mm) 부포.

공중 발사 무기로 인한 위협이 등장하면서 부포의 특성은 다시 한번 바뀌었다. 이제 그들은 항공기와 교전하기 위한 고각 발사 능력과 구축함에 대한 전통적인 사용을 겸비한 다목적 무기가 되어야 했다. 비록 그들이 전함에 대해서도 사용되었지만, 전함 교전의 극단적인 사거리(우수한 광학 장비와 목표 예측, 그리고 나중에는 레이더)는 그들이 많은 것을 달성할 것으로 예상되지 않았음을 의미했다.
고각 무기는 포곽에 장착할 수 없었다. 따라서 그들은 상갑판에 장착된 작은 포탑으로 옮겨졌다. 빠르게 움직이는 공중 목표물을 맞히기 위해서는 높은 발사 속도가 필요했으므로 부포는 6인치에서 5인치 크기로 약간 되돌아갔다. 비록 프랑스, 독일, 이탈리아, 일본을 포함한 여러 해군이 새로운 전함에 6인치 포를 계속 사용했지만, 4~5인치 포도 보완적으로 사용되었다.

## 같이 보기
- 주포
- 근접 방어
- CIWS

### 내용주
1. ↑  Ireland, Bernard (1996). 《Jane's Battleships of the 20th Century》. New York: HarperCollins. 14–15쪽. ISBN 0004709977.